# Arnold Laven
Arnold Laven (Chicago, 3 febbraio 1922 – Tarzana, 13 settembre 2009) è stato un regista, produttore televisivo e produttore cinematografico statunitense.

## Biografia
Insieme ad Arthur Gardner e Jules Levy fondò la compagnia di produzione Levy-Gardner-Laven, attiva dagli anni '50 ai primi anni '80.

## Filmografia parziale

### Cinema
Regista
- Sangue sotto la luna (Without Warning!) (1952)
- Squadra omicidi (Vice Squad) (1953)
- Squadra investigativa (Down Three Dark Streets) (1954)
- Supplizio (The Rack) (1956)
- Il mostro che sfidò il mondo (The Monster That Challenged the World) (1957)
- I bassifondi del porto (Slaughter on Tenth Avenue) (1957)
- Anna Lucasta la ragazza che scotta (Anna Lucasta) (1958)
- Geronimo! (Geronimo) (1962) - anche produttore
- Doringo! (The Glory Guys) (1965) - anche produttore
- Due stelle nella polvere (Rough Night in Jericho) (1967)
- Sam Whiskey (1969) - anche produttore

Produttore
- Il vampiro (The Vampire) (1957)
- Miliardario... ma bagnino (Clambake) (1967)
- Joe Bass l'implacabile (The Scalphunters) (1968)
- I clandestini delle tenebre (Underground) (1970)
- McKlusky metà uomo metà odio (White Lightning) (1973)
- Gator (1976)

### Televisione
Regista
- Schlitz Playhouse of Stars (1952-1954; 5 episodi)
- The Ford Television Theatre (1954-1955; 7 ep.)
- Detectives (1959-1960; 5 ep.)
- The Rifleman (1958-1963; 22 ep.)
- La grande vallata (1965-1968; 6 ep.)
- Mannix (1972-1974; 10 ep.)
- La famiglia Bradford (1978-1979; 5 ep.)
- Ralph supermaxi eroe (1981-1983; 7 ep.)
- A-Team (1983-1985; 6 ep.)

Produttore
- Detectives (1959-1961; 67 ep.)
- The Rifleman (1959-1963; 124 ep.)
- La grande vallata (1965-1967; 60 ep.)